# Libuše Valentová
Libuše Valentová (ur. 8 sierpnia 1945) – czeska rumunistka, italianistka oraz filolog francuska; specjalistka w zakresie historii literatury rumuńskiej.

## Życie
Wzkształcenie:
- Liceum ogólnokształcące w Boskovicích, matura w 1963 r.
- Wydział Filozoficzny Uniwersytetu Karola, kierunek filologia francuska-rumunistyka, 1963–1968;
- Wydział Filozoficzny Uniwersytetu Karola, kierunek italianistyka, 1968–1972;
- obrona pracy magisterskiej George Călinescu, problemy realizmu w jego powieściach (cz. George Călinescu, problémy realismu v jeho románové tvorbě, 1984).

### Kariera naukowa
- 1968–1969 archiwistka w Instytucie historii Europy Wschodniej Czechosłowackiej Akademii Nauk;
- 1969–1972 stypendium w Instytucie języków i literatur Czechosłowackiej Akademii Nauk;
- 1972–1974 metodolog kursów językowych w Obwodowym Domie Kultury w Pradze 3;
- od 1980 asystentka na katedrze rumunistyki, (obecnie Ústav románských studií) FFUK.

### Działalność organizacyjna i społeczna
- współpraca przy tworzeniu projektu Tempus „Języki romańskie w zjednoczonej Europie”, 1992–1995;
- kierownik projektu międzynarodowego CEEPUS „Język rumuński jako język obcy” dla ÚRS, od 1998 r.;
- dyrektor Towarzystwa Czechosłowacko-rumuńskiego (dziś Towarzystwo Czesko-rumuńskie) z siedzibą w Pradze, od jego ponownego otwarcia w 1991 r.;
- współpraca z rumuńskimi instytucjami naukowymi i kulturowymi (Uniwersytet Babeș-Bolyai w Klużu, Uniwersytet Bukareszteński, Uniwersytet Hyperion w Bukareszcie, Związek Pisarzy Rumuńskich, Rumuńska Fundacja Kulturowa), długotrwałe udzielanie się na łamach rumuńskiej prasy naukowej, szczególnie literackiej (tygodnik „România literară”, tygodnik „22”, miesięcznik „Orizont” i inne);
- współpraca z instytucjami badawczymi w zakresie rumunistyki w Krakowie, Bratysławie, Padwie, Udine i Paryżu: wykłady okolicznościowe, wymiana publikacji.

### Nagrody
- Nagroda Związku Pisarzy Rumuńskich za popularyzację literatury rumuńskiej za granicami Rumunii, 1991;
- Medal za zasługi, wręczony z okazji dziesięciolecia działania Uniwersytetu Hyperion w Bukareszcie, 2000;

### Specjalizacje
- L. Valentová wykłada następujące przedmioty: Historia literatury rumuńskiej, Wstęp do historii i kultury Rumunii, Rumuńska rzeczywistość, Język rumuński dla romanistów, Wstęp do teorii literatury (dla wszystkich studentów romanistyki).
- W zakresie „literatura rumuńska” prowadzi badania dziejów piśmiennictwa rumuńskiego od jego początków do współczesności, ze szczególnym uwzględnieniem historii literatury XX wieku, krytyki literackiej i eseistyki.

## Dzieło

### Publikacje książkowe
- Překlady z rumunské literatury do češtiny (1900–1991) (Praga: wydano własnym nakładem autorki, 1992) – w językach czeskim i rumuńskim.
- Stručný přehled osobností z dějin rumunského výtvarného umění (Praga: FFUK, 1997).
- Slovník rumunských spisovatelů (Praga: Nakladatelství Libri, 2001; dodruk 2002).

### Przekłady książkowe
- Tzvetan Todorov: Poetika prózy, razem z Jiřím Pelánem (Praga: Triáda, 2000).